# 베르트랑의 상자 역설

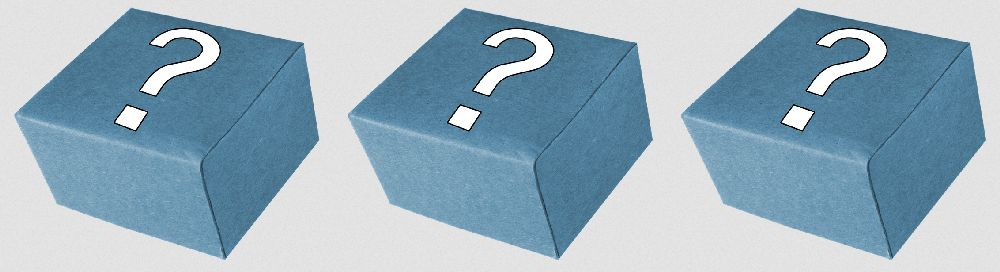

베르트랑의 상자 역설(Bertrand's box paradox)은 확률론 역설로서, 조지프 베르트랑의 1889년 작품 Calcul des probabilités에 처음 게시되었다.
세 상자에 각각 금화 2개, 은화 2개, 금화 1개와 은화 1개가 들어있는 상자가 있다. 상자에서 동전 하나를 꺼냈더니 그게 금화였다. 한번더 동전을 꺼냈을 때 "그 동전이 금화일 확률은?"이라는 문제다.